# 3 (број)
Три (3) је број, нумерал и име глифа који представља тај број. То је природни број који следи после броја 2, а претходи броју 4.

## У математици
Број 3 је први непаран прост број.
Бројеви дељиви са 3 у децималном бројном систему имају збир цифара дељив са 3. Ово правило важи за природне бројеве. Занимљиво је правило дељивости са 3 дозвољава обртање и пермутацију бројки а број и даље остаје дељив са 3. Ако је у броју 1389 збир бројки 1+3+8+9=21, а 21 је дељиво са 3 значи и 1389 је дељиво са 3 а такође и 9831, 1893 и 3981.
Број 3 је основа бројног система који се зове тернарни.
Број 3 је једини цео број између броја е и броја пи.
У геометрији три неколинеарне тачке једнозначно одређују раван у којој леже.
Геометрија у простору има три димензије (висину, ширину и дужину).

## У науци
- Бела светлост је састављена од три основне боје: црвене, плаве и зелене.

### Хемија
- Атомски број хемијског елемента литијума је 3.

## Спорт
- Је број на дресу Маркуса Вилијамса у Црвеној звезди[1]